# Biserica de lemn din Poiana Ilvei

Vechea biserică de lemn greco-catolică din Poiana Ilvei, fotografie realizată înaintea anului 1900.

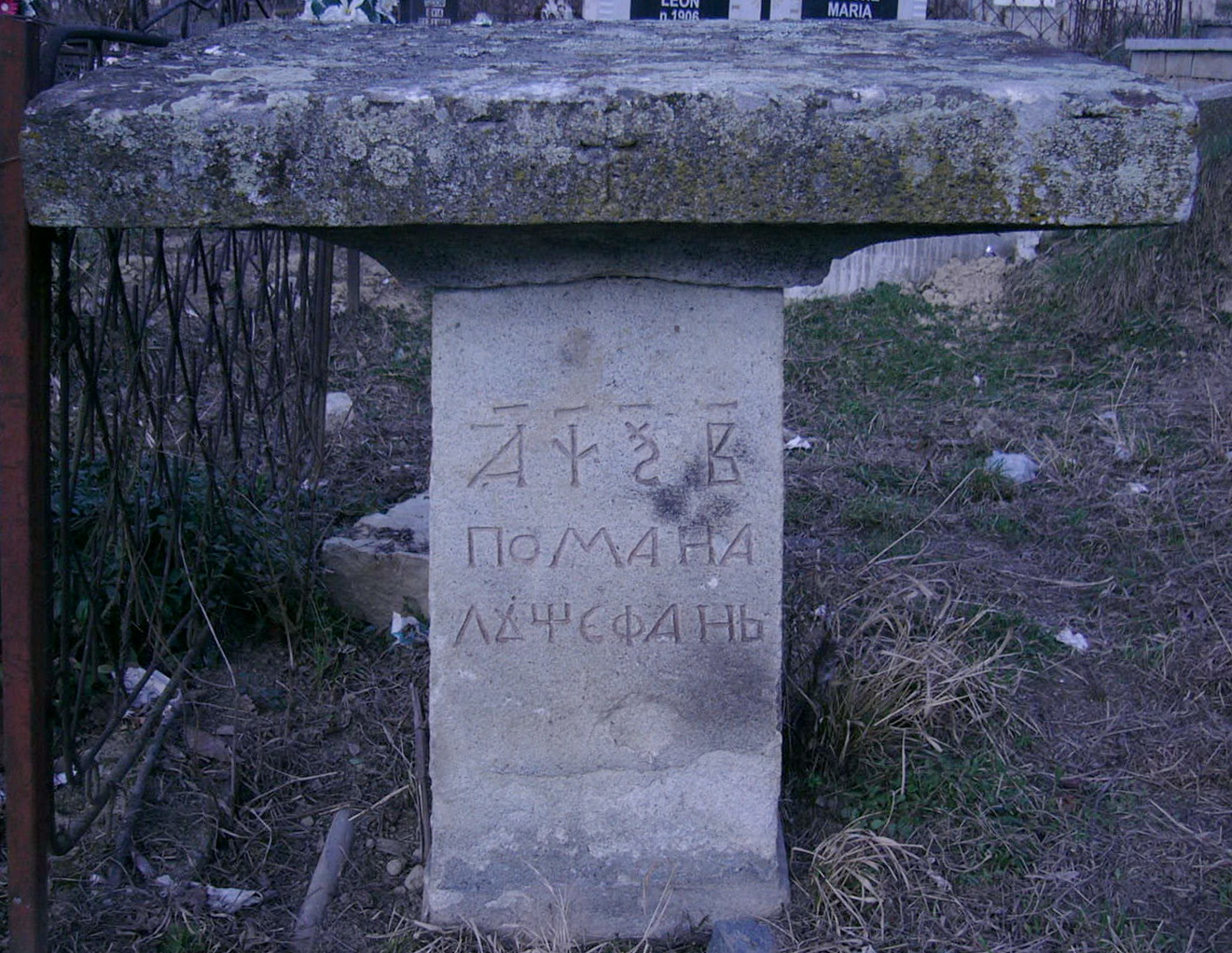
Masa altarului bisericii de lemn din Poiana Ilvei, ce poartă inscripţia "1762 pomana lu(i) Ştefan". Foto 2010

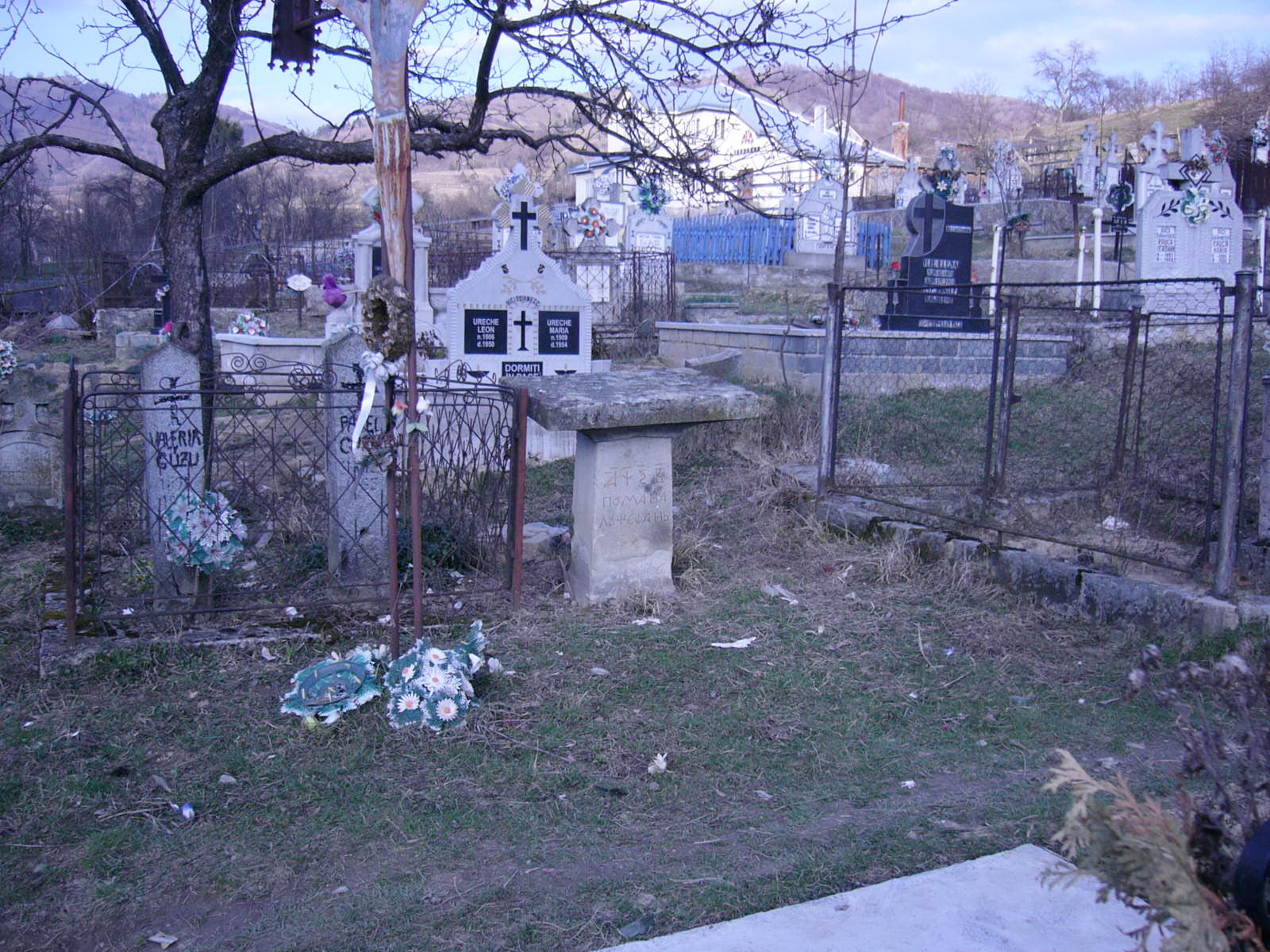
Masa altarului ce marchează locul vechii biserici de lemn din Poiana Ilvei. Foto 2010

Vechea biserică de lemn greco-catolică din Poiana Ilvei ce se afla în cimitirul satului, în locul numit Secătura Guzului a fost folosită de sătenii din Poiana Ilvei până la data 20 mai 1904 când a fost demolată și transportată cu 27 de care spre localitatea Mijlocenii Bârgăului ca de aici să fie dusă mai departe, în satul Țentea de lângă Chiochiș, căruia i-a fost donată. Vechea biserică de lemn a fost construită în anul 1762 și a fost înlocuită de actuala biserică de zid, greco-catolică, sființită în anul 1903.

## Istoric și trăsături
Biserica de lemn este încă prezentă în amintirea comunității din Poiana Ilvei deși, de la demolarea ei au trecut mai bine de o sută de ani. Locul unde se afla, în cimitirul satului din Secătura Guzului este marcat de masa altarului care încă mai este în picioare. Inscripția, păstrată pe piciorul mesei altarului:"1762 Pomana lu Ștefan" amintește de începuturile acestei biserici, construită din lemnele bisericii mai vechi din Poderei, prăbușită în urma unei furtuni, la care s-a adăugat material lemnos nou, de molid. 
Construită într-un interval de timp destul de scurt după prăbușirea vechii biserici din Poderei, noua biserică de lemn din Secătura Guzului nu a fost împodobită cu detalii sculptate sau artistice. Mai mare și mai spațioasă decât vechea biserică, noua construcție avea aproximativ 11 m lungime, 5 m lățime, înălțimea pereților era de 2 m. Structura edificiului, podeaua și poditura era prinsă în cuie de lemn din frasin, doar pentru acoperișul de șindrilă au fost folosite cuie de fier făcute de fierar. Ușa se încuia cu o cheie de lemn, altarul bisericii fiind adus tot de la biserica veche din Podirei.
Datorită stării materiale, biserica a fost dotată cu cele trebuincioase în timp. Realizarea iconostasului a avut loc la câțiva ani după construirea bisericii. Astfel, pe icoana ce îl înfățișa pe Domnul Nostru Isus Hristos, aflată în partea dreaptă a ușilor împărătești se afla notat: "In anno 1769 fecit" iar pe icoana Maicii Domnului, aflată în stânga ușii împărătești era scris: "1767 februar 22". Iconostasul purta o inscripție ce consemna momentul terminării acestuia: "Cu vrerea tatălui și cu ajutorul Fiului și cu Duchul Sânt s-a zugrăvit această Catapiteazmă în zilele înălțatului înmpărat Iosif și s-a zugrăvit de robul lui D-zeu Petrea lui Ilieș Ureche împreună cu soția dumnisale Ileana, să le fie pomană lor și părinților lor. Și s-au zugrăvit în anul 1774 August 13 zile fiind preoți popa Alexie și popa Grigoraș".
Pereții absidei altarului erau acoperiți cu pânză, peste care s-au pictat chipuri de sfinți părinți: Sfântul Gură de Aur, Sfântul Vasile cel Mare și alții. Lucrarea, conform inscripției ce se afla în biserică: "Acest sânt altar s-a plătit de roaba lui Dumnezeu Doce cu soțul Dămian, să le fie pomană lor și părinților lor", a fost plătită de unul din membrii familiei Șotropa. Clopotul cel mare al bisericii a fost adus din Țara Bârsei iar cel mic a fost făcut din clopotele sparte ale bisericii vechi.
În arhiva parohiei Poiana Ilvei se păstrează date cu privire la ctitorii acestei biserici: "Biserica aceasta o au făcut satu, iar aceastea cuvioase și trebuincioase lucruri, cu care s-au împodobit această sfântă biserică, s-au făcut prin cheltuiala acestor creștini adevărați. cari cu numele mai în jos ctitori și pururea pomeniți îi arătăm ca pe nește pravoslavnici și adevărați creștini, care duhovnicește au socotit cu averile lor a înzestra sau împodobi biserica lui Cristos, ca să se împlinească cuvântul sfântului Apostol Luca, care grăește, că ceiace cheltuiesc pe biserici, împrumutează pe D-zeu, de unde mai multă plată vor lua, care și noi le poftim și milostivului D-zeu ne rugăm pentru aceștia, care din bunăvoia lor au socotit ași pune averile lor pe sfânta biserică D-zeu să le deie și celorlalți inimă bună, care n-au putut acum, cu vreme din munca lor încă până sunt în viață a ajuta sfânta biserică după voia lor".
Biserica a avut hramul Sfânta Paraschiva.